# MyHeritage

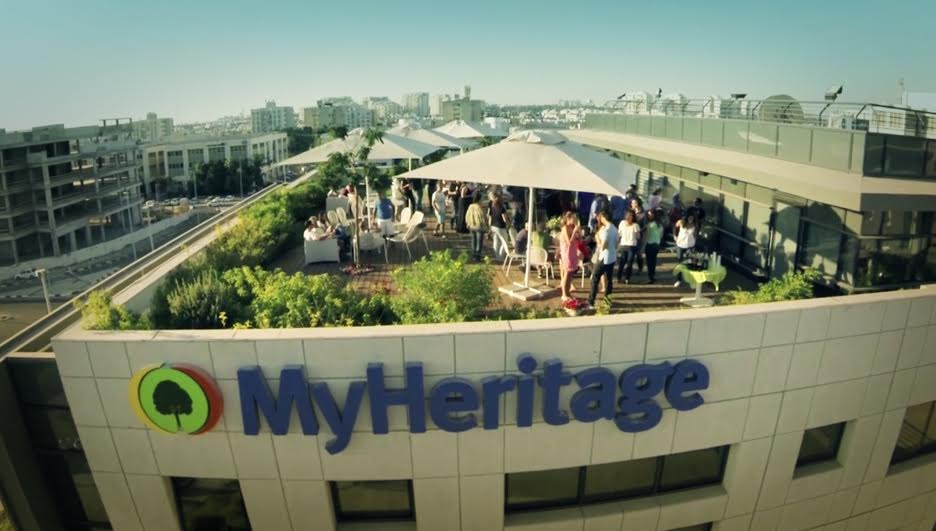
Trụ sở tại Or Yehuda, Israel

MyHeritage là một website khám phá, chia sẻ và bảo tồn lịch sử gia đình. Nó cung cấp trực tuyến, nền tảng di động và phần mềm cho người sử dụng trên toàn thế giới. Người dùng có thể tạo tìm kiếm trực tuyến của riêng gia đình của họ cây cho tổ tiên trong hàng tỷ ghi chép lịch sử, chia sẻ và bảo vệ hình ảnh và video trong khi họ khám phá và kết nối với người thân mới. Dịch vụ này hỗ trợ 42 ngôn ngữ.
Năm 2016, công ty ra mắt dịch vụ xét nghiệm di truyền có tên MyHeritage DNA, với hơn 6,5 triệu bộ DNA trong cơ sở dữ liệu của công ty tính đến tháng 3 năm 2023. Công ty này trụ sở tại Or Yehuda, Israel, với các văn khác ở Tel Aviv, Israel, Lehi, Utah, Kyiv, Ukraina, và Burbank, California.